# Abas Mirza
Retrato de Abas Mirza, assinado por L. Herr, datado de 1833
brasão
Abas Mirza (em persa: عباس میرزا; Amol, Mazandarão, 20 de agosto de 1789 — Mexede, 25 de outubro de 1833) foi um príncipe da Coroa Cajar do Irã durante o reinado de seu pai Fate Ali Xá Cajar (r. 1797–1834). Como governador da vulnerável província do Azerbaijão, ele desempenhou um papel crucial nas duas guerras contra o Império Russo (1804–1813 e 1826–1828), bem como na guerra de 1821–1823 contra o Império Otomano. Ele também é reconhecido por liderar as primeiras tentativas de reforma e modernização do Irã com a ajuda de seus ministros Mirza Bozorgue Qa'em-Maqam e Abol-Qasem Qa'em-Maqam.
O conflito nas regiões do Azerbaijão e do Cáucaso entre o Irã e o Império Russo prevaleceu durante todo o tempo em que Abas Mirza estava crescendo. Em 20 de março de 1799, ele foi nomeado príncipe da Coroa e recebeu o título de Nayeb-al-saltana (vice-regente). Na mesma época, foi nomeado governador do Azerbaijão, com Solimão Cã Cajar e Mirza Bozorgue Qa'em-Maqam como seus auxiliares. Após a tomada de Ganja pela Rússia em 1804, Abas Mirza comandou o contra-ataque militar iraniano durante a primeira e a segunda guerras russo-iranianas. Ao longo das duas guerras, ele lutou contra vários comandantes russos em diversos confrontos, obtendo vitórias e derrotas. Os iranianos acabaram perdendo as duas guerras, concordando em assinar os Tratados de Gulistão e Turcamanchai, nos quais cederam todas as suas propriedades no Cáucaso, correspondentes à atual Armênia, República do Azerbaijão e Daguestão.
Em 1821, durante o interlúdio entre a primeira e a segunda guerra russo-iraniana, o aumento das tensões iraniano-otomanas levou a uma nova guerra. Abas Mirza e seu irmão mais velho e rival, Maomé-Ali Mirza Daulá Xá, fizeram um ataque conjunto ao Império Otomano, que penetrou no Iraque otomano até as muralhas de Bagdá. A paz foi estabelecida em 1823, quando ambas as partes assinaram o Tratado de Erzurum, que reconhecia as fronteiras anteriores estabelecidas pelo Tratado de Zuabe em 1639.
Em um esforço para compensar suas perdas vencendo inimigos menos poderosos e reforçar sua reivindicação ao trono, Abas Mirza invadiu as áreas a leste e nordeste de Mexede no verão e outono de 1832, assumindo o controle de Khabushan, Sarakhs e Torbat-e Heydarieh. Sob cuidados médicos contínuos de médicos ocidentais e iranianos, Abas Mirza acabou morrendo de doença em 25 de outubro de 1833 em Mexede. Fate Ali Xá morreu no ano seguinte, sendo sucedido pelo filho de Abas Mirza, Maomé Mirza, que assumiu o nome de reinado de Maomé Xá Cajar (r. 1834–1848).

## Biografia

### Antecedentes e início de vida

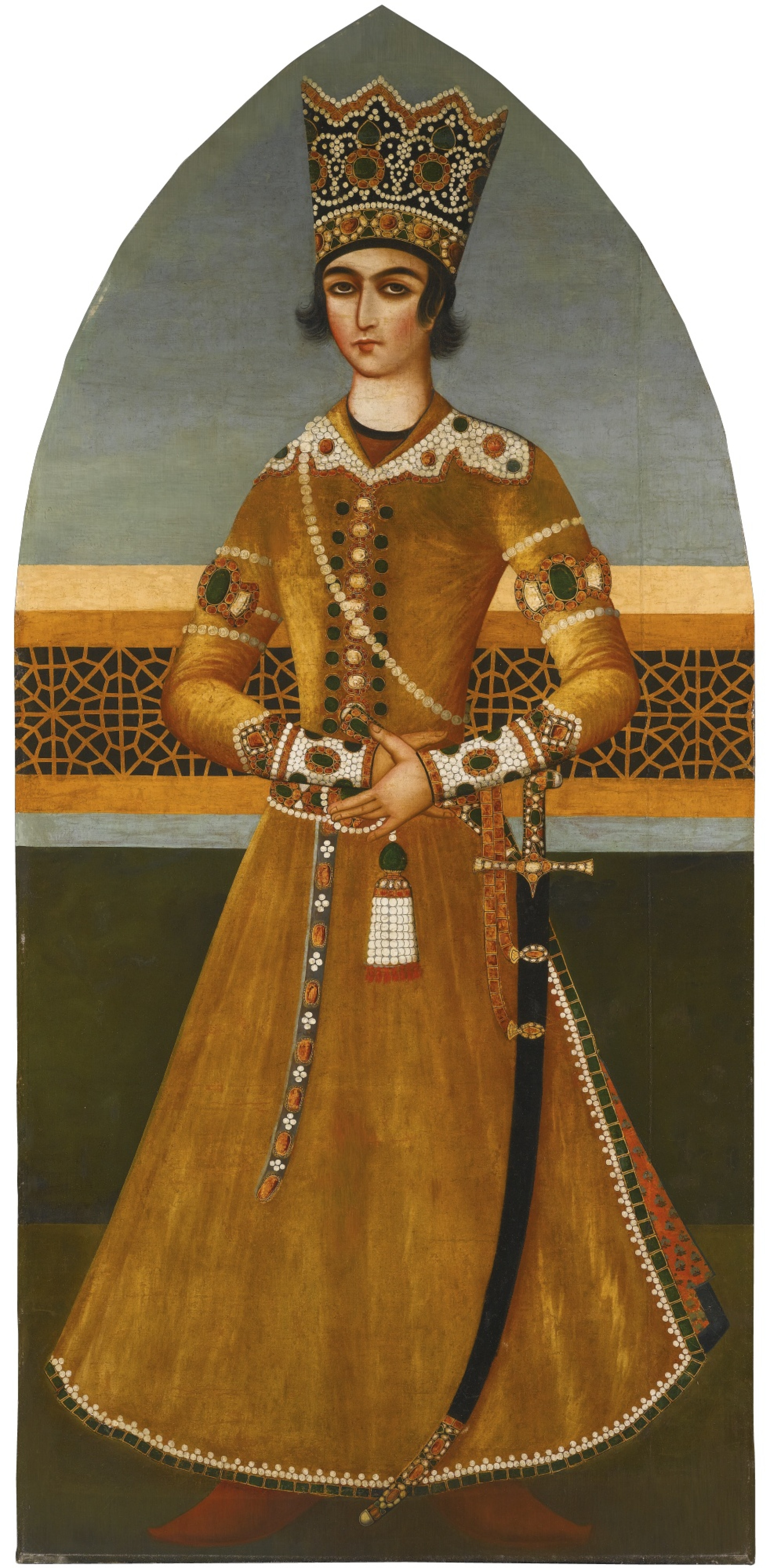
Retrato de Abas Mirza, atribuído a Mihr 'Ali, datado de c. 1800

Abas Mirza nasceu em 26 de agosto de 1789 no vilarejo de Nava, em Mazandarão, no norte do Irã [1] e foi o quarto filho de Fate Ali Xá Cajar (r. 1797–1834), o segundo xá (rei) Cajar do Irã e parte do ramo Covanlu da tribo Cajar. Sua mãe era Asiya Khanom Devellu, filha de Fate-Ali Cã Davalu e parte do ramo Davalu dos Cajares. Essa união foi organizada pelo tio-avô de Abas Mirza, Aga Maomé Cã Cajar (r. 1789–1797), em um esforço para unir os Covanlu e os Davalu.
Assim, a linhagem de Abas Mirza e sua descendência serviram de base para todas as expectativas de Aga Maomé Cã em relação à continuação de sua dinastia. Durante o governo de Fate-Ali Xá no Irã, um viajante europeu ouviu um boato de que Aga Maomé Cã teria escolhido Abas Mirza em vez de Fate-Ali Xá como xá se ele tivesse vivido mais. O filho mais velho de Fate-Ali Xá, Maomé-Ali Mirza Daulá Xá, cuja mãe era uma concubina georgiana, foi excluído da sucessão devido a essa obsessão em resolver disputas tribais entre os Cajares. Uma hostilidade feroz cresceria entre Abas Mirza e Daulá Xá, algo que algumas pessoas especularam que Fate-Ali Xá teria gostado. Além de Daulá Xá, surgiria uma intensa competição com outros irmãos: Maomé Vali Mirza, uma pessoa feroz e incontrolável que ocuparia o cargo de governador de Coração e depois de Iazde, e Huceine Ali Mirza, um planejador persistente que ocuparia o cargo de governador de Fars. Como Fate-Ali Xá havia recebido o título real de Jahanbani de Aga Maomé Cã, ele também deu a seus próprios filhos e filhas um título real. O título de dorr-e darya-e khosravy (“A pérola do mar da realeza”) foi dado a Abas Mirza.
O conflito nas regiões do Azerbaijão e do Cáucaso entre o Irã e o Império Russo prevaleceu durante todo o tempo em que Abas Mirza estava crescendo. Em 1797, aos oito anos, ele foi levado por Aga Maomé Cã em uma campanha contra o canato de Carabaque. Ele e os outros príncipes ficaram em Adina Bazar, perto de Ardabil, e após o assassinato de Aga Maomé Cã em junho daquele ano, ele foi levado de volta à capital Teerã. A morte de Aga Maomé Cã deu origem a vários pretendentes ao trono.

### Nomeação como príncipe da Coroa e governador do Azerbaijão
Após se certificar de que seus concorrentes não constituíam uma ameaça, Fate-Ali Xá ascendeu ao reino em Noruz (ano novo iraniano), em 21 de março de 1798. Em 20 de março de 1799, ele escolheu Abas Mirza como príncipe da Coroa e deu-lhe o título de Nayeb-al-saltana (vice-regente). Fontes iranianas relatam que o título estava conforme os desejos de Aga Maomé Cã. Abas Mirza recebeu Solimão Cã Cajar e Mirza Bozorgue Qa'em-Maqam como seus assistentes. Mirza Bozorgue, um dos estadistas mais habilidosos do início da era Cajar, serviu como tutor e ministro de Abas Mirza. 
Por volta da mesma época, Abas Mirza foi nomeado governador da vulnerável província do Azerbaijão, tendo Tabriz como sua capital regional. Como a cidade mais rica e populosa do reino, ela se tornaria proeminente como o centro de um próspero comércio com a Europa durante o restante do século XVIII. Para equilibrar a autonomia regional do Azerbaijão, havia várias sedes menos importantes em Carmânia, Isfahan e Curdistão, bem como pelo menos três sedes principescas mais fortes no sul, oeste e leste. Huceine Ali Mirza recebeu o cargo de governador de Fars e das províncias do Golfo Pérsico, onde preservou a autonomia. Da mesma forma, Daulá Xá recebeu um domínio considerável no oeste do Irã. Os príncipes foram pressionados a demonstrar seu valor expandindo seus territórios ao longo das fronteiras do Irã, além de restaurar a economia e estabelecer a paz em suas terras. Apesar dos irmãos de Abas Mirza frequentemente se estabelecerem nas capitais das províncias, ele nem sempre residia em Tabriz.
Após se tornar governador, Abas Mirza foi enviado para derrotar o chefe curdo Jafar Coli Cã Domboli, que estava reivindicando o território do Azerbaijão. Mas foi Solimão Cã que recebeu a liderança real da campanha. Após vencer uma batalha perto de Salmas, Abas Mirza marchou para Coi antes de voltar para Tabriz.

### Primeira guerra com a Rússia

Mapa político da parte oriental do Cáucaso do Sul entre 1795 e 1801

No reinado do czar (imperador) russo Alexandre I (r. 1801–1825), houve um desejo crescente por parte dos russos de aumentar sua presença e influência no Cáucaso, onde já haviam demonstrado interesse desde a década de 1760. O príncipe Pavel Tsitsianov, que Alexandre I nomeou para supervisionar os assuntos do Cáucaso em 1803, não tinha nada contra o uso da violência, mas qualquer violação do controle do Irã sobre o Cáucaso não era nada que o governo Cajar pudesse simplesmente ignorar. Desde 1502, o Irã controlava o Cáucaso e os iranianos o viam como uma extensão natural de seu país. Em meados de janeiro de 1804, Tsitsianov invadiu Ganja e conquistou sua fortaleza; seu governador, Javad Cã, foi morto e entre 1 500 e 3 000 residentes foram massacrados. A lei russa substituiu a lei islâmica e a mesquita congregacional foi transformada em uma igreja. Isso marcou o início da primeira Guerra Russo-Iraniana. Em 23 de maio de 1804, Fate-Ali Xá ordenou que as forças russas se retirassem dos territórios iranianos no Cáucaso. O Irã interpretou sua relutância em cumprir essa ordem como um ato de guerra.
Fate-Ali Xá designou Abas Mirza como líder do exército iraniano contra os russos e deu a ordem para mobilizar uma força considerável de 20 mil soldados em direção a Erevã. Como Abas Mirza tinha apenas 15 anos na época, sua liderança teria sido mais simbólica do que real, mas, mesmo assim, ele participou ativamente da guerra e demonstrou bravura como comandante militar. O Xá Fate-Ali também designou tutores e comandantes experientes para ajudar Abas Mirza, incluindo figuras como Mirza Bozorgue, Solimão Cã, Ali Coli Cã Xasevã, Ali Coli Cã Sartipe Cajar, Pir Coli Cã Cajar, Sadeque Cã Cajar e Mádi Coli Cã Cajar.
A ajuda de Abas Mirza foi avidamente solicitada tanto pela Inglaterra quanto por Napoleão, ansiosos para dar um xeque-mate um no outro no Oriente, especialmente porque a Pérsia fazia fronteira com um rival comum, a Rússia Imperial. Preferindo a amizade da França, Abas Mirza continuou a guerra contra o jovem general russo Pyotr Kotlyarevsky, de apenas 29 anos, mas seu novo aliado não pôde lhe dar muita assistência. Os estágios iniciais da guerra, seguindo as ordens de Fate Ali Xá de invadir e reconquistar a Geórgia e as partes do norte da atual República do Azerbaijão, terminaram em anos de guerra relativamente estagnada em termos territoriais. No entanto, como observa o professor Alexander Mikaberidze, Abas Mirza liderou o exército em uma campanha desastrosa contra os russos, sofrendo derrotas em Guiumri, Calaguiri, rio Zagam (1805), Karakapet (1806), Karababa (1808), Ganja (1809), Megri, rio Arax e Akhalkalaki (1810). A maré começou a mudar decisivamente quando a Rússia estava enviando armamentos cada vez mais avançados e um número crescente de soldados. Comandando as divisões russas mais ao sul durante a longa guerra, Kotlyarevsky derrotou o exército persa numericamente superior na Batalha de Aslanduz (1812) e, no início de 1813, invadiu e tomou Lenquerã. Os russos estavam acampados na margem oposta do rio Aras quando seus dois conselheiros britânicos, o capitão Christie e o tenente Pottinger, disseram a ele para colocar sentinelas em pouco tempo, mas Mirza ignorou os avisos. Christie e outros oficiais britânicos tentaram reunir um exército que se retirava em pânico; durante dias, os russos lançaram ataques ferozes, mas, por fim, Christie caiu e Mirza ordenou uma retirada total. A complacência custou 10 mil vidas persas; Mirza acreditou erroneamente no peso da superioridade numérica. Apesar da ausência de liderança, os persas em Lenquerã resistiram por semanas até que, ao invadir a cidade, os russos massacraram a guarnição de 4 mil oficiais e soldados.
Em outubro de 1813, com Abas Mirza ainda como comandante-chefe, a Pérsia foi obrigada a fazer uma paz extremamente desvantajosa, conhecida como Tratado do Gulistão, cedendo irrevogavelmente partes de seu território no Cáucaso, que compreende a atual Geórgia, o Daguestão e a maioria do que mais recentemente se tornou a República do Azerbaijão. A única promessa que o xá recebeu em troca foi uma garantia tênue de que Mirza seria o sucessor do trono, sem deixar que ninguém o impedisse. As terríveis perdas da Pérsia atraíram a atenção do Império Britânico; após a reversão dos sucessos iniciais, os russos agora representavam uma séria ameaça no Cáucaso.

### Guerra contra o Império Otomano

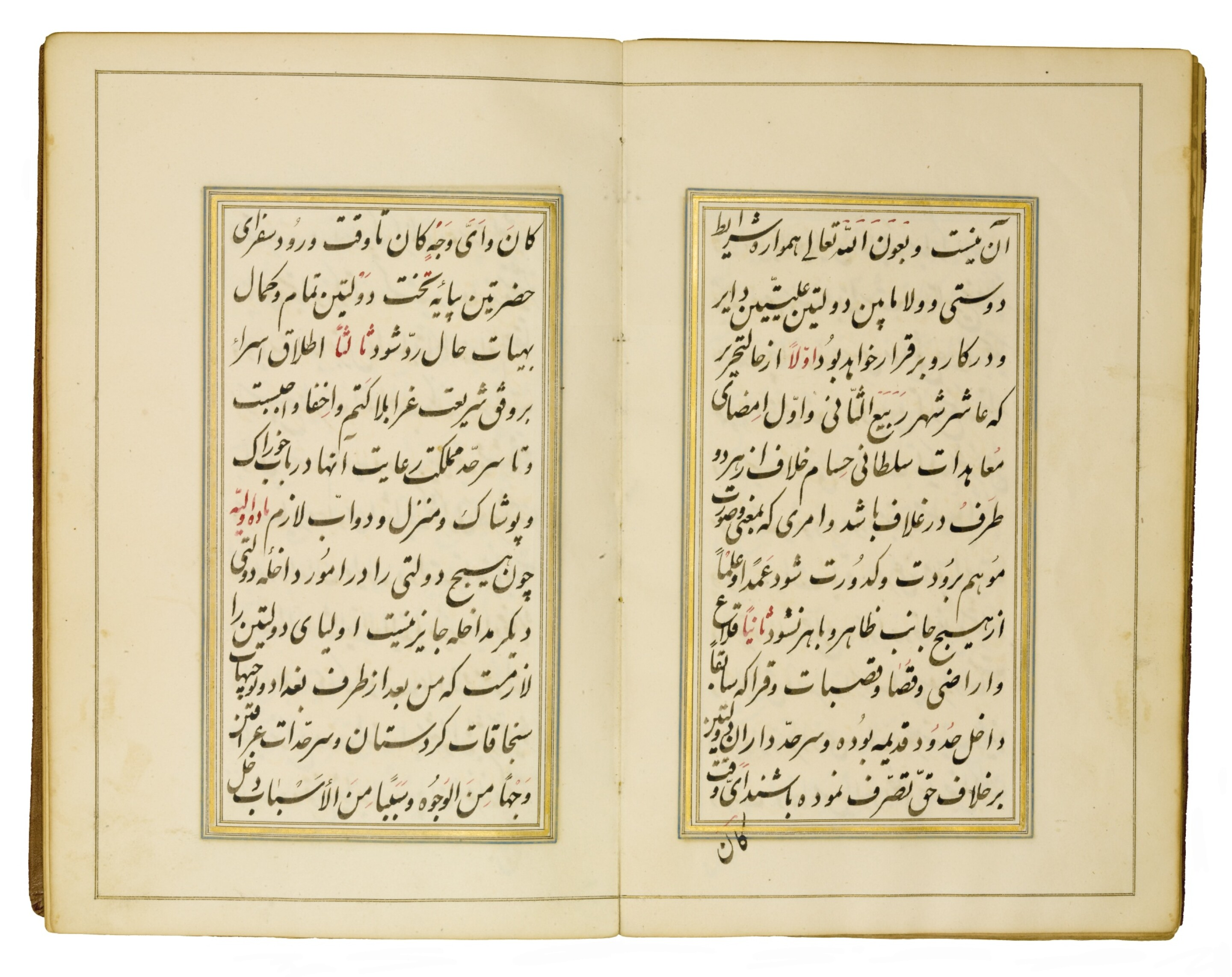
Uma cópia oficial do Tratado de Erzurum. Manuscrito persa, criado no Irã Cajar, século XIX

O conflito entre as autoridades de fronteira iranianas e otomanas foi um fator importante no declínio das relações iraniano-otomanas entre 1818 e 1820. As questões políticas no principado curdo de Baban renovaram a animosidade entre Daulá Xá e os governadores otomanos de Bagdá, Suleimânia e Shahrizor nas seções central e sul da fronteira iraniano-otomana. A relação entre Abas Mirza e o serasker otomano de Erzurum também piorou devido a uma disputa pelo controle das tribos nômades que habitavam a fronteira norte. Abas Mirza optou primeiro por uma solução diplomática para os problemas, e os britânicos o apoiaram nessa decisão. Eles se esforçaram ao máximo para evitar que os iranianos e os otomanos lutassem entre si, pois isso poderia enfraquecer ambos os lados e, assim, facilitar o avanço dos russos para o sul da Índia.
Os iranianos e os otomanos não conseguiram encontrar uma solução e, após a eclosão da Guerra de independência da Grécia contra os otomanos em 1821, Abas Mirza ofereceu à Rússia que eles fizessem um ataque conjunto ao Império Otomano. Ele pode ter acreditado que um ataque conjunto ao Império Otomano impediria a Rússia de considerar outros ataques contra o Irã ou, no mínimo, enfraqueceria ainda mais as forças armadas russas. Sua oferta foi recusada pela Rússia, que, no entanto, incentivou o Irã a atacar os otomanos, oferecendo-lhes até mesmo ajuda financeira. Os russos talvez esperassem que um conflito entre o Irã e o Império Otomano enfraquecesse ambos, facilitando assim o avanço para o sul.
No mesmo ano, Daulá Xá invadiu o Iraque otomano, chegando até as muralhas de Bagdá. Daulá Xá foi forçado a sair devido a uma epidemia de cólera, que ele mesmo contraiu em novembro. Enquanto uma segunda força iraniana conquistava Bitlisse e avançava em direção a Diarbaquir, Abas Mirza se destacou ao capturar Doubaiazete e Topracale e marchar para Erzerum. Em maio de 1822, em Coi, Abas Mirza derrotou com sucesso o contra-ataque otomano, mas, a essa altura, a cólera também havia se espalhado por toda a sua força, levando-o a pedir a paz. Em contraste com conflitos anteriores, o clero otomano nunca emitiu fátuas antixiitas para apoiar a guerra. Durante as negociações de paz, o xeique do Islã otomano enviou uma carta a Abas Mirza, na qual elogiava a amizade entre eles e se referia ao Irã e ao Império Otomano como “dois grandes países que são como um só corpo”.

### Segunda guerra contra a Rússia

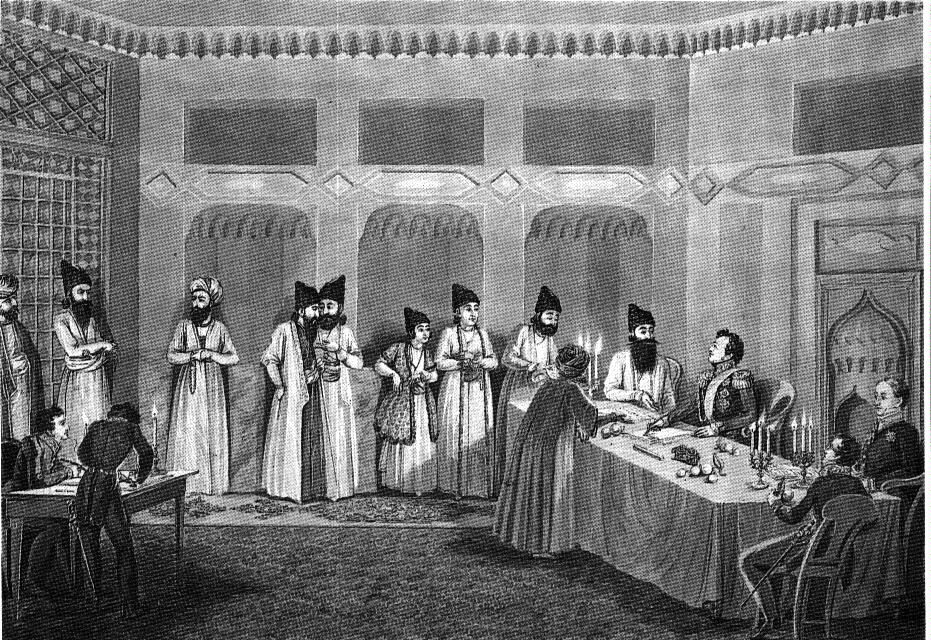
Abas Mirza com Ivan Paskevich na assinatura do Tratado de Turcamanchai, 1828

Sua segunda guerra contra a Rússia, que começou em 1826, teve um bom início, por reconquistar a maioria do território perdido na Guerra Russo-Persa (1804–1813); no entanto, ela terminou com uma série de derrotas dispendiosas, após as quais a Pérsia foi forçada a ceder o último de seus territórios caucasianos, compreendendo toda a atual Armênia, Naquichevão, o restante da atual República do Azerbaijão que ainda estava nas mãos do Irã e a província de Eder, tudo conforme o Tratado de Turcamanchai de 1828. A derrota final se deveu menos à habilidade de seu exército e mais à falta de reforços e à esmagadora superioridade numérica. As perdas irrevogáveis, que somavam no total todos os territórios do Irã do Cajar no Cáucaso do Norte e no Cáucaso do Sul, afetaram Abas Mirza gravemente e sua saúde começou a sofrer.
Em um esforço para compensar suas perdas vencendo inimigos menos poderosos e reforçar sua reivindicação ao trono, Abas Mirza invadiu as áreas a leste e nordeste de Mexede no verão e outono de 1832, assumindo o controle de Khabushan, Sarakhs e Torbat-e Heydarieh. Sob cuidados médicos contínuos de médicos ocidentais e iranianos, Abas Mirza acabou morrendo de doença em 25 de outubro de 1833 em Mexede. Fate-Ali Shah morreu no ano seguinte, sendo sucedido pelo filho de Abas Mirza, Maomé Mirza, que assumiu o nome real de Maomé Xá Cajar (r. 1834–1848).

## Reformas militares

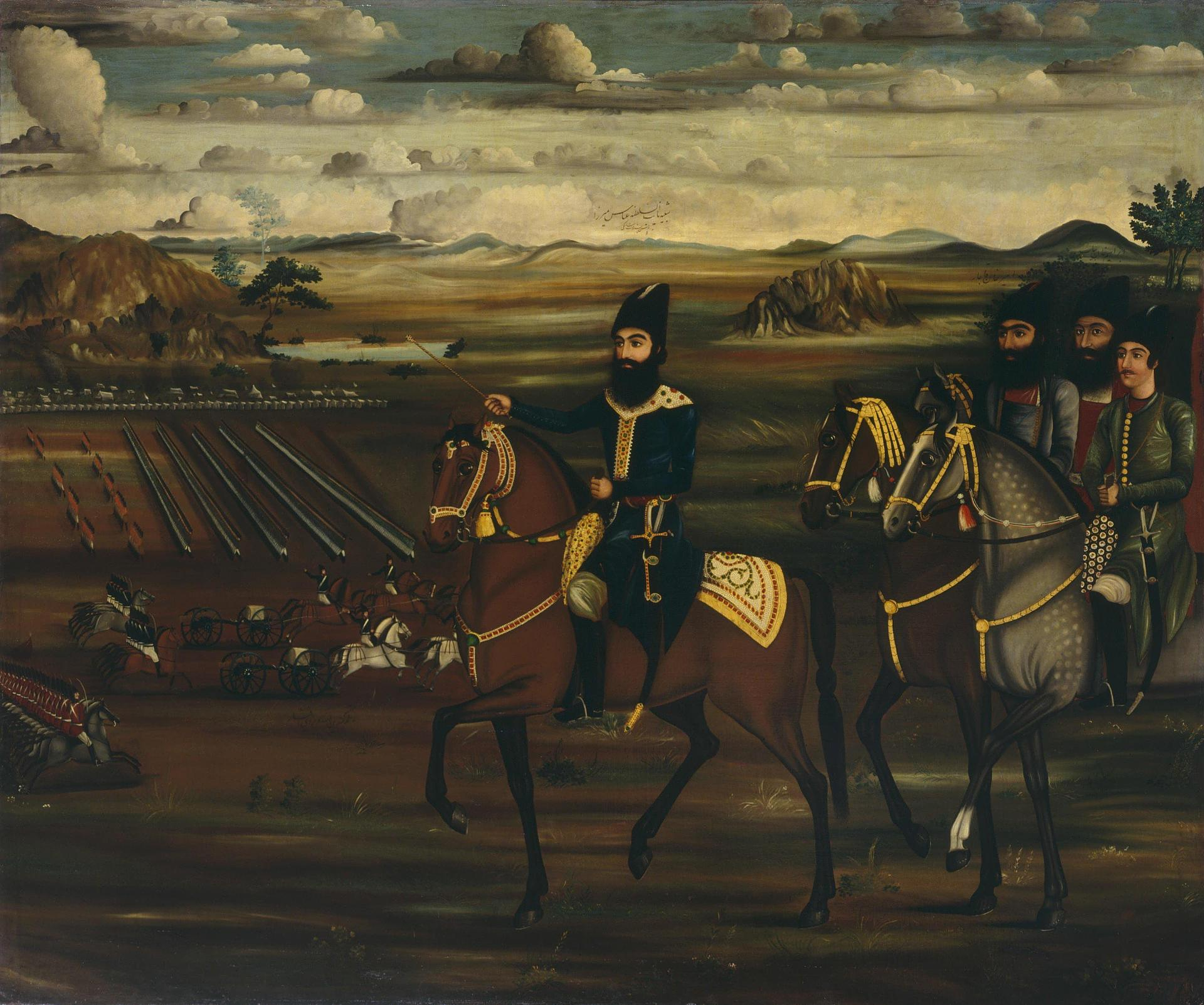
Ilustração de Abas Mirza passando em revista suas tropas. Feita por Allahverdi Afshar em 1815

A reforma do exército iraniano tornou-se necessária devido ao conflito com os russos, cujos exércitos utilizavam tecnologia moderna e eram estruturados de acordo com ideias modernas. O Irã estava em uma situação semelhante à do Império Otomano no início do século XVIII. Abas Mirza usou um casaco de cota de malha mongol dos tesouros reais quando foi para a batalha em 1804; isso provavelmente foi feito em parte para fins simbólicos. Mesmo assim, ele estava ciente de que as estratégias e os equipamentos russos eram superiores às forças iranianas e, portanto, começou a instruir seus soldados nas práticas europeias. Isso marcou o início do Nezam-e Jadid (“A nova ordem [militar]”) de Abas Mirza, um projeto para construir um exército atualizado capaz de lutar em um ambiente moderno. Seu nome e suas reformas militares se assemelhavam às reformas do Nizam-i Cedid otomano feitas pelo sultão otomano Selim III (r. 1789–1807).
Abas Mirza empregou primeiramente prisioneiros de guerra e desertores russos que forneciam instrução prática. Samson Makintsev, um comandante do exército de Abas Mirza que chegou ao posto de general, foi a mais conhecida dessas tropas russas. Essa abordagem de recrutamento de instrutores estrangeiros foi reforçada quando forças não confiáveis que haviam lutado na França foram enviadas para a frente caucasiana durante a Guerra da Sexta Coalizão na Europa. Em 1819, um regimento de 800 homens era composto inteiramente por desertores russos. Os instrutores franceses começaram a trabalhar em Tabriz em 1807, mas depois que o Irã rompeu os laços com a França, os oficiais britânicos passaram a compor a maioria da equipe de treinamento. Novas ideias e procedimentos administrativos foram introduzidos com as reformas Nezam. As tropas de Nezam começaram a usar uniformes, inicialmente em uma cor parecida com o verde russo e depois com o azul francês. Como o novo uniforme se assemelhava a roupas não muçulmanas e ia contra as roupas islâmicas, o clero tradicionalista inicialmente se opôs a ele. No entanto, os líderes do Estado conseguiram convencê-los de que era necessário para a defesa das áreas muçulmanas. O título sarbaz (“aquele que está disposto a sacrificar sua cabeça”), que ainda é usado no exército iraniano atualmente, foi dado aos soldados.
Os irmãos invejosos de Abas Mirza, especialmente Daulá Xá, bem como os membros conservadores da corte, criticaram Abas Mirza e Mirza Bozorgue por suas ideias de reforma militar baseadas em um modelo europeu. Até mesmo acusações de professar o cristianismo foram feitas contra Mirza Bozorgue, que foi a principal força motriz por trás das reformas. O exército do Azerbaijão, que era a principal força de defesa contra os russos, estava sob o comando de Abas Mirza. Como resultado, ele era mais bem organizado e mais habilidoso do que o restante do exército imperial. Abas Mirza fornecia roupas e armas a seus soldados. Quando James Justinian Morier visitou o país em 1808/1809, ele estimou que Abas Mirza tinha 40 mil soldados sob seu comando: 22 mil de cavalaria, 12 mil de infantaria com uma força de artilharia e 6 mil de infantaria Nezam.

## Atividades culturais
Mirza Bozorgue provavelmente teve um impacto significativo na educação formal de Abas Mirza, que parece ter sido cuidadosamente planejada. Abas Mirza estava familiarizado com os escritos de historiadores iranianos, sendo o Xanamé, de Ferdusi, seu livro favorito. Embora Tabriz tivesse seus próprios poetas da corte, como Sabur de Kashan e Abol-Qasem Forugh, Abas Mirza não se interessava muito por poesia. Várias pinturas, incluindo retratos de Napoleão, do imperador russo e do sultão Selim III, foram usadas para decorar os palácios em Tabriz e Ujan, 
É possível que Abas Mirza tenha lido livros escritos sobre a Europa em turco otomano e/ou persa, já que ele não entendia inglês ou qualquer outro idioma europeu bem o suficiente para ler nesses idiomas. Um dos livros mais recentes sobre a Inglaterra — a nação europeia que parece ter atraído mais a atenção de Abas Mirza — foi o Safarnameh, escrito em 1820 por Mirza Saleh Shirazi. Essa foi uma das várias obras persas sobre a Europa e o Ocidente, disponíveis na época. Apesar de não entender inglês, Abas Mirza ainda possuía uma pequena coleção de literatura em inglês, incluindo a Encyclopædia Britannica.

## Atividades administrativas, econômicas e de construção
Quantias significativas de dinheiro foram gastas na luta contra os russos. Abas Mirza tentou resolver seus problemas criando um registro orçamentário abrangente, pois os subsídios britânicos eram insuficientes e sua solicitação de fundos de Teerã foi recusada por Fate-Ali Xá, que considerou a riqueza do Azerbaijão suficiente para Abas Mirza. Com um ruznama-nevis designado para cada cidade para transmitir informações, o serviço de inteligência de longa data do Estado foi revivido. Também se tornou ilegal que os homens comprassem seu emprego no governo. Devido à falta de autoridades qualificadas para implementar reformas, os métodos tradicionais permaneceram em vigor no setor financeiro e na burocracia. Entretanto, com a ajuda da Europa, algumas medidas industriais (cujos produtos eram usados na maioria para apoiar o exército) puderam ser lançadas. Armas de fogo, a busca por reservas de cobre, uma fundição perto de Ahar, tecelagens e outras instalações industriais são alguns exemplos.
A situação dos viajantes não melhorou muito. Na passagem de Sayen, que liga Ardabil a Sarab, foi construído um caravançarai. Os esforços de construção de Abas Mirza foram mínimos. Em Tabriz, foi construída uma maidan (praça) ao redor do quartel, que o oficial do exército escocês e diplomata John Macdonald Kinneir considerou a única estrutura atraente da cidade. Entre 1818 e 1819, foram construídos qanats fora da cidade e um modesto palácio estava sendo construído.

## Na cultura popular
- Foggy Tabriz: um drama histórico iraniano sobre a vida de Abas Mirza.

## Descendência

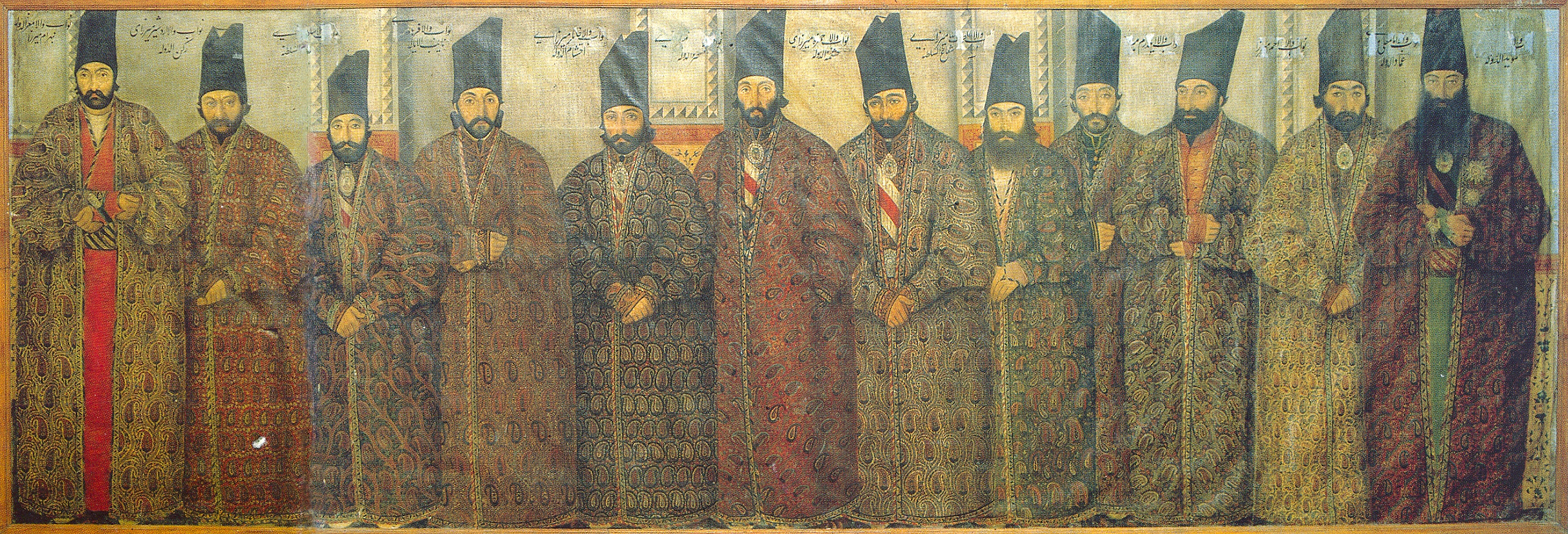
Os filhos de Abas Mirza e outros príncipes nos primeiros anos do reinado de Naceradim Xá de uma pintura de Sani Almulque no Salão Nezamié. Da esquerda para a direita: Barã Mirza “Muiz Daulá” (2.º filho de Abas Mirza); Ardaxir Mirza “Roquém Daulá” (9.º filho de Abas Mirza); sultão Murade Mirza “Haçane Saltané”, “Conquistador de Herate” (13.º filho de Abas Mirza); Feredum Mirza “Naiabe Aialé” (5.º filho de Abas Mirza); Canlar Mirza “Etexã Daulá” (17.º filho de Abas Mirza); Firuz Mirza “Nusrate Daulá “(16.º filho de Abas Mirza); Hâmeza Mirza” Hesmate Daulá” (21.º filho de Abas Mirza); Fataolá Mirza “Xua Saltané” (53.º filho de Fate Ali Xá); Ildurum Bajazide Mirza (22.º filho de Abas Mirza); Amade Mirza “Muim Daulá” (10.º filho de Abas Mirza); Imã Goli Mirza “Imade Daulá” (6.º filho de Maomé Ali Mirza “Dulatexá,” filho de Fate Ali Xá); Tamaçabe Mirza “Muaiade Daulá” (2.º filho de Maomé Ali Mirza “Dulatexá,” filho de Fate Ali Xá)

| - Príncipe Maomé Mirza, que tornou-se Maomé Xá Cajar - Príncipe Barã Mirza Muiz Daulá - Príncipe Janguir Mirza - Príncipe Bamã Mirza Baa Daulá - Príncipe Feredum Mirza Naiabe Aialé - Príncipe Escandar Mirza - Príncipe Cosroes Mirza - Príncipe Garamã Mirza - Príncipe Ardaxir Mirza Roquém Daulá | - Príncipe Amade Mirza Muim Daulá - Príncipe Jafar Goli Mirza - Príncipe Mustafá Goli Mirza - Príncipe Sultão Murade Mirza Haçane Saltané - Príncipe Manuchir Mirza - Príncipe Farade Mirza Mutamide Daulá - Príncipe Firuz Mirza Nusrate Daulá - Príncipe Canlar Mirza Etexã Daulá - Príncipe Badur Mirza | - Príncipe Maomé Raim Mirza - Príncipe Mádi Goli Mirza - Príncipe Hâmeza Mirza Hesmate Daulá - Príncipe Ildurum Bajazide Mirza - Príncipe Lutefalá Mirza Xua Daulá - Príncipe Maomé Carim Mirza - Príncipe Jafar Mirza - Príncipe Abedalá Mirza |  |

## Leituras adicionais
- Shahvar, Soli (2020). «Domestic and external considerations in the struggle over regency in early Qajar Iran: The princely rivalry between ʿAbbas Mirza and Muhammad-ʿAli Mirza». Middle Eastern Studies. 56 4 ed. pp. 549–569. doi:10.1080/00263206.2020.1751617